# Creu de Can Cartró
La Creu de Can Cartró està situada al cim de la muntanya de Can Cartró, a la confluència dels termes municipals de Santa Coloma de Cervelló, Sant Boi de Llobregat, Sant Climent de Llobregat i Torrelles de Llobregat. Can Cartró és un cim de la serralada Litoral Catalana i està situat a 332 m sobre el nivell del mar.
Al cim de Can Cartró antigament hi havia hagut un pi pinyoner enorme, anomenat pi de Can Cartró o d'en Cartró. Existeixen cròniques del segle xix que parlen de la seva funció com a referència dels mariners que arribaven en vaixell al port de Barcelona. Malauradament el 22 de febrer de 1915 un temporal de vent va destruir aquest pi centenari i majestuós. El 24 d'octubre de 2010 l'Ajuntament de Sant Boi i Òmnium Cultural va plantar un pi pinyoner al mateix lloc on hi havia hagut l'antic.
La Creu va ser fabricada, transportada i aixecada el 1956 per membres de l'antiga Unió Excursionista de Catalunya (UEC) de Sant Boi, per celebrar el 25è aniversari de la UEC central.

## Aplec de la Creu de Can Cartró
L'any 2006 es va recuperar aquest aplec de caràcter excursionista que se celebra anualment el darrer cap de setmana de setembre o el primer d'octubre. Està organitzat pels ajuntaments de Santa Coloma de Cervelló, Sant Climent de Llobregat, Sant Boi de Llobregat i Torrelles de Llobregat, juntament amb Òmnium Cultural i les respectives agrupacions excursionistes. Els participants pugen simultàniament des de les quatre poblacions fins al peu de la Creu, on esmorzen i canten cançons.